# Zalesie (Gmina Iłów)
Pour les articles homonymes, voir Zalesie.
Zalesie  [zaˈlɛɕɛ] est un village polonais de la gmina d'Iłów dans le powiat de Sochaczew et dans le voïvodie de Mazovie.
Il se situe à environ 7 kilomètres au sud d'Iłów, à 18 kilomètres à l'ouest de Sochaczew et à 70 kilomètres à l'ouest de Varsovie.